# Амбушюр
Амбушю́р (фр. embouchure, от bouche — рот) — губы, губной аппарат музыканта, играющего на каком-либо духовом музыкальном инструменте. Также амбушюром называют положение губ, языка и лицевых мышц при игре на таком инструменте.
От амбушюра зависит качество извлекаемых звуков, их тембр и высота. При игре на медных духовых инструментах условия работы амбушюра сильно зависят от параметров используемого мундштука.
Характеристики амбушюра:
- Сила — способность принимать необходимое положение.
- Выносливость (выдержка) — способность выдерживать продолжительную нагрузку.
- Подвижность (гибкость) — способность быстро менять положение.